# Robert de Losinga
Robert de Losinga, également connu comme Robert de Lorraine et Robert le Lotharingien, est un évêque de Hereford de la deuxième moitié du XIe siècle.

## Biographie
Natif de Lorraine, sa date de naissance est inconnue mais a du avoir lieu avant 1049. Mathématicien reconnu, il a probablement été chanoine de la cathédrale Saint-Lambert de Liège et peut-être suivi des études à l'école de la cathédrale, spécialisée dans les mathématiques, avant de venir en Angleterre.
Il arrive en Angleterre dans les années 1050 ou peu après la conquête normande. Sa nomination par le roi Guillaume le Conquérant est inhabituelle. Il n'est en effet pas Normand ni un érudit religieux mais un astronome et un mathématicien. Il est ordonné prêtre par Wulfstan, évêque de Worcester peu avant d'être le 29 décembre 1079 consacré évêque de Hereford par Lanfranc à Cantorbéry. Il succède sur le siège épiscopal à Walter de Lorraine. 
À l'état de ruine, il entreprend la reconstruction de la cathédrale. Il y fera construire une chapelle basée sur la chapelle palatine d'Aix-la-Chapelle. Il améliore également la situation financière du diocèse. 
Il apporte en Angleterre le Chronicon de Marianus Scotus qui sera par la suite utilisé par Florence de Worcester mais n'aura que peu d'influence sur la littérature anglaise. Il y inclut un avis sur l'enquête du Domesday Book et y corrige quelques erreurs. Il apporte du continent des connaissances qui seront diffusées dans son diocèse et il aurait selon certains historiens introduit le boulier en Angleterre.
Présent en février 1095 au conseil de Rockingham qui voient s'affronter le roi Guillaume II d'Angleterre et Anselme, archevêque de Cantorbéry, il prend parti pour le roi. Il se réconciliera ensuite avec Anselme.
Bon ami de Wulfstan, qui sera le dernier évêque anglais natif et le dernier à avoir été élu avant la conquête normande, il est chargé de son inhumation. Il est également ami avec Osmond de Sées, évêque de Salisbury.
Il meurt le 29 décembre 1079 et est inhumé dans la cathédrale.